# Státní veterinární ústav Praha
Státní veterinární ústav Praha (SVÚ Praha) je specializovaná příspěvková organizace, která byla zřízena Ministerstvem zemědělství ČR a zabývající se laboratorní diagnostikou nemocí zvířat a potravin živočišného původu. Hlavním posláním ústavu je ochrana zdraví zvířat a člověka. Činnost ústavu zahrnuje laboratorní diagnostiku infekčních a neinfekčních onemocnění zvířat včetně vztekliny a BSE, chemické a mikrobiologické analýzy potravin, krmiv a vod. Existuje zde několik národních referenčních laboratoří, např. pro vzteklinu, slintavku a kulhavku, pro typizaci salmonel, pro tuberkulózu a paratuberkulózu.